# Anders Collberg (präst)
Anders Collberg, född 23 september 1751 i Hägerstads församling, Östergötlands län, död 29 oktober 1820 i Vikingstads församling, Östergötlands län, var en svensk präst.

## Biografi
Anders Collberg föddes 1751 i Hägerstads församling. Han var son till bonden Anders Collberg och Ingrid Haraldsdotter Kindelius. Collberg blev 1772 student vid Lunds universitet och avlade 1775 filosofie magisterexamen. Han prästvigdes 17 november 1785 och blev kollega vid Norrköpings trivialskola 1780. Den 14 januari 1789 blev han rektor vid Linköpings trivialskola och 22 januari 1794 kyrkoherde i Vikingstads församling med tilllträde 1796. Collberg utnämndes 29 januari 1800 till prost och var orator vid jubelfesten 1793. Han avled 1820 i Vikingstads församling.

## Familj
Collberg gifte sig 9 juni 1786 med Christina Eleonora Brunvall (1758–1837). Hon var dotter till kyrkoherden Petrus Brunvall i Hägerstads församling. De fick tillsammans dottern Maria Eleonora Collberg (1787–1790).